# Wolodymyr Uschylowskyj
Wolodymyr Uschylowskyj (ukrainisch Володимир Ужиловський, englisch Volodymyr Uzhylovskyi; * 25. März 1988 in Krywyj Rih, Ukrainische SSR) ist ein ukrainischer Tennisspieler.

## Karriere
Uschylowskyj war auf der ITF Junior Tour nur bei einem Turnier aktiv. Er spielte 2007 und 2008 seine ersten Turniere auf der drittklassigen ITF Future Tour, bevor er vier Jahre vom Tennis pausierte. 2012 kehrte er zum Profitennis zurück. Er fokussierte sich anfangs sowohl auf das Einzel als auch aufs Doppel. Im Einzel erreichte er 2012 und 2014 je zwei Future-Finals. Seine einzigen zwei Titel gewann er 2015 auf der Future Tour. Mit Platz 492 schaffte Uschylowskyj es 2013 kurzzeitig in die Top 500 der Weltrangliste, was sein Karrierehoch darstellte. Seit 2018 kam er zu keinen weiteren Erfolgen im Einzel, weshalb er seinen Fokus mehr auf das Doppel legte.
Im Doppel platzierte sich Uschylowskyj zwischen 2012 und 2016 zwischen Platz 300 und 500. Er gewann in dieser Zeit mit verschiedenen Partnern 21 Future-Titel und schaffte das erste Mal auf der höher dotierten ATP Challenger Tour 2013 in Košice ein Halbfinale zu erreichen. 2017 steigerte er seine Leistungen, gewann acht Futures und zog in Alphen in sein erstes Challenger-Endspiel ein. Er verlor dort mit seinem Partner Aleksandar Lasow. 2018 reichte seine Platzierung das erste Mal für ein häufigeres Antreten bei Challengers. Viermal schied er dort im Halbfinale aus, in Meerbusch verlor er mit Grzegorz Panfil auch sein zweites Challenger-Finale. Vier weitere Future-Titel gewann er ebenso in diesem Jahr. In dieser Zeit stieg Uschylowskyj in der Rangliste auch auf sein Karrierehoch im Doppel von Rang 164. Anschließend dauerte es wieder bis 2022, dass Uschylowskyj einen Titel gewann, zwischenzeitlich war er aus den Top 1000 gefallen. Mit fünf Future-Titel kämpfte er sich bis Ende 2022 wieder in Top 400.
2023 zog Uschylowskyj nach sechs Jahren wieder ins Finale bei einem Challenger ein, diesmal in Augsburg. Bei seinem vierten Endspiel, Mitte 2024 in Zug, wo er mit dem Österreicher Jurij Rodionov antrat, schaffte er den ersten Titelgewinn. Bis zu diesem Punkt hatte er bereits 41 Futures gewonnen. Der Titel war gleichbedeutend mit Platz 206 in der Rangliste.

## Persönliches
Uschylowskyj ist verheiratet und hat zwei Kinder. Infolge des Russischen Überfall auf die Ukraine floh Uschylowskyj mit seiner Familie nach Deutschland – auch um nicht für das ukrainische Militär eingezogen zu werden. Er bekam eine Wohnung vom Westfälischen Tennis-Verband gestellt.

## Erfolge
| Legende (Anzahl der Siege) |
| Grand Slam                 |
| ATP Finals                 |
| ATP Tour Masters 1000      |
| ATP Tour 500               |
| ATP Tour 250               |
| ATP Challenger Tour (1)    |

### Doppel

#### Turniersiege
| Nr. | Datum         | Turnier | Belag | Partner        | Finalgegner                  | Ergebnis   |
| --- | ------------- | ------- | ----- | -------------- | ---------------------------- | ---------- |
| 1.  | 26. Juli 2024 | Zug     | Sand  | Jurij Rodionov | Seita Watanabe Takeru Yuzuki | 7:65, 7:65 |